# Vitjazdiepte 1

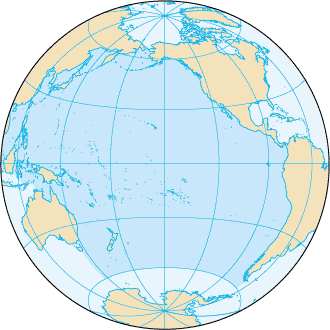
De Marianentrog in de Grote Oceaan

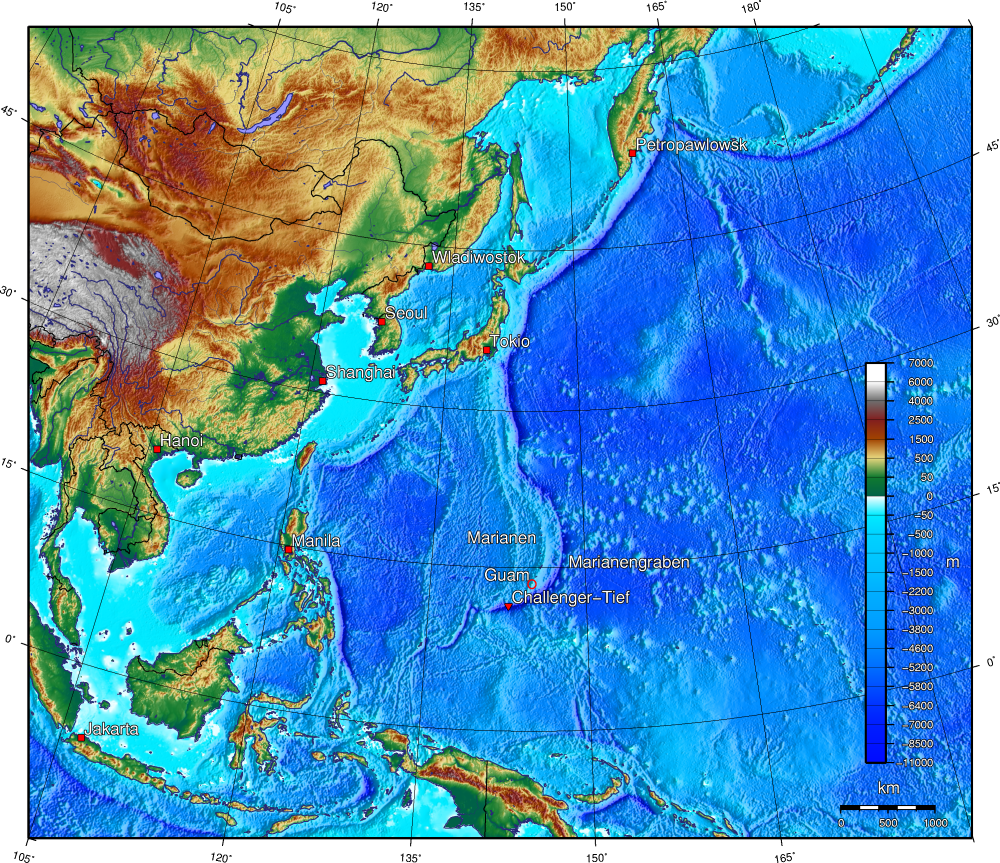
De westelijke Grote Oceaan

De Vitjazdiepte 1 is een zeediepte in het zuidwestelijke deel van de Marianentrog op 1.850 kilometer ten oosten van de Filipijnen en ongeveer 450 kilometer ten zuidwesten van het Amerikaanse Marianeneiland Guam. Met 11.034 meter zou dit het diepste punt van de Grote Oceaan en alle wateren op de Aarde vormen. De diepte werd vernoemd naar het Sovjet-Russische onderzoeksschip Vitjaz.
Lange tijd gold de Galatheadiepte in de Filipijnentrog met 10.540 meter zeediepte als het diepste punt van alle oceanen. In 1957 gaven metingen van de Vitjaz aan dat de Vitjazdiepte 1 nog bijna 500 meter dieper zou zijn. Een aantal bronnen geven hiervoor een diepte van 11.022 meter aan, wat verklaard kan worden doordat de waarde van 11.034 meter is bepaald door middel van echoloding en de tweede door loding met een draad. Bij latere metingen zijn hier geen waarden boven 11 kilometer vastgesteld.
Vanwege de betwiste status van de Vitjazdiepte 1 wordt tegenwoordig meestal Challengerdiepte (10.920 meter) beschouwd als diepste punt op aarde.